# Cinnamon
Cinnamon (от англ. cinnamon — корица) — свободная оболочка для среды рабочего стола GNOME, являющаяся ответвлением от кодовой базы GNOME Shell. Основное направление разработки — предоставление пользователю более привычной, традиционной среды в стиле GNOME 2, удобной пользователям настольных ПК и ноутбуков, без недостатков GNOME Shell и Unity. Изначально разрабатывалась командой программистов Linux Mint.
В данный момент Cinnamon используется в следующих дистрибутивах GNU/Linux: Mint, Fedora 18 и выше Netinstall/DVD, Snowlinux, Manjaro, Debian GNU/Linux, Ubuntu, ALT Linux, openSUSE, Calculate и, Arch Linux, Mageia. Также Cinnamon поддерживается в FreeBSD.

## Архитектура
Cinnamon использует оконный менеджер Muffin — ответвление оконного менеджера Mutter из GNOME 3.

## История
После выхода GNOME 3 команда Linux Mint потеряла уверенность в будущем своего дистрибутива. Новая оболочка GNOME Shell совершенно не соответствовала задачам разработчиков и не вписывалась в идеи Linux Mint, при этом другие достойные альтернативы отсутствовали. Linux Mint 11 «Katya» был выпущен с окончательным выпуском GNOME 2, но для дальнейшего развития требовалось новое решение, так как ни составляющие GNOME 2, ни библиотеки GTK 2 более не имели поддержки со стороны разработчиков проекта GNOME. Тогда было решено доработать GNOME Shell до состояния, пригодного к использованию в дистрибутиве. Результатом этого стали «Mint GNOME Shell Extensions» (MGSE). Между тем, появилась рабочая среда MATE, представляющая собой ответвление GNOME 2. Команда Linux Mint решила включить MATE в релиз Linux Mint 12 «Лиза» вместе с MGSE, дабы пользователь имел возможность использовать классический GNOME 2 наряду с новым GNOME 3 и его расширениями — MGSE.
MGSE не оправдали ожиданий. Поскольку GNOME Shell развивался в совершенно ином направлении, нежели ожидали разработчики Linux Mint, жизнеспособность MGSE была под сомнением. Ответом на эту проблему стало ответвление проекта GNOME Shell в Cinnamon, который стал подконтролен программистам Linux Mint с чётким предназначением для данного дистрибутива. Проект был представлен общественности 2 января 2012 года в блоге Linux Mint.

### История версий
| История версий | История версий | История версий                                                                                    | История версий                                                             | История версий | История версий |
| Версия         | Дата           | Зависимость от версии GTK+ (дата выпуска версии GTK+)                                             | Доступность в дистрибутиве                                                 | Информация |                |
| -------------- | -------------- | ------------------------------------------------------------------------------------------------- | -------------------------------------------------------------------------- | --- | -------------- |
| 1.4            | 22.05.2012     | 3.4 (26.03.2012)                                                                                  | Linux Mint 13                                                              | Первый важный релиз Cinnamon. - В дополнение к обзорному режиму Scale, добавлен новый режим «Expo». Режим Scale позволяет наглядно оценить открытые окна и переключиться между ними. Режим «Expo» позволяет просмотреть содержимое виртуальных рабочих столов, показывая какие окна открыты на каждом рабочем столе и позволяя быстро переходить от одного виртуального экрана к другому. Кроме того, поддерживается функция быстрого перемещения окон мышью (drag&drop) между виртуальными экранами. - Режим редактирования панели — новая концепция для компоновки апплетов на панели. Апплеты больше по умолчанию не перемещаются свободно, для изменения размещения апплета на панели следует активировать режим редактирования, после чего доступные для апплетов области панели будут выделены цветом, а апплеты будут доступны для перемещения мышью. - Новый апплет для управления настройками панели, добавления/удаления апплетов на панель, включения/выключения режима редактирования панели, быстрого доступа к конфигуратору Cinnamon и для выполнения сервисных операций. - Поддержка локализации элементов интерфейса. Версия Cinnamon 1.4 поставляется с поддержкой 39 языков, в том числе русского языка, для которого перевод элементов выполнен на 100 %. - Поддержка перемещения элементов меню в режиме drag&drop. - Меню адаптировано для использования на системах с небольшим экранным разрешением. - Возможность редактирования содержимого меню с использованием адаптированного для Cinnamon редактора Alacarte. - Улучшение при выводе списка открытых окон в панели. Элементы в списке теперь можно менять местами, группируя их мышью (drag & drop). - Улучшение апплетов. |                |
| 1.6            | 20.11.2012     | 3.4 (26.03.2012)                                                                                  | Linux Mint 14                                                              | - Возможность создания именованных виртуальных рабочих столов; - Новый апплет Window Quick-List для быстрого показа полного списка окон на всех рабочих столах; - Реализация системы вывода уведомлений в виде размещаемого на панель апплета. Новые уведомления появляются в углу экрана на несколько секунд, после чего их можно посмотреть через новый апплет, даже если пользователь отошёл от компьютера в момент поступления сообщения; - Улучшенный апплет управления звуком, в котором переработан внешний вид и размещение управляющих элементов. Для отображения обложек альбомов выделено больше пространства, добавлено отображение уровня громкости в процентах, добавлена кнопка быстрого выключения звука и микрофона, расширены доступные настройки звука; - Произведена интеграция с файловым менеджером Nemo, в рамках которого развивается ответвление Nautilus 3.4. в котором сохранены такие возможности, как панель инструментов и меню, двухпанельный режим, меню со ссылками для быстрого перехода, компактная форма отображения списка файлов и боковая панель; - Добавлен новый вид сессии Cinnamon 2D, при котором для формирования вывода применяется программный рендеринг, что позволяет использовать Cinnamon на системах с видеодрайверами без поддержки OpenGL; - Новый апплет для управления яркостью экрана; - Увеличена скорость работы фильтрации элементов меню. Добавлен режим активации меню при наведении курсора (без клика). |                |
| 1.8            | 13.05.2013     | 3.4 (26.03.2012)                                                                                  | Linux Mint 15                                                              | - Представлена концепция десклетов — интегрируемых на рабочий стол мини-приложений, которые выступают аналогом плазмоидов KDE и виджетов Android. - Все вспомогательные компоненты, такие как апплеты, десклеты, темы оформления и дополнения, теперь именуются «спайсом» (Spices). Все внешние компоненты отныне доступны для установки через специальный менеджер спайса, позволяющий осуществить их установку и следить за появлением обновлений без необходимости открытия сайта Cinnamon; - Расширены возможности файлового менеджера Nemo. Внесённые в новом выпуске улучшения сводятся к переработке интерфейса пользователя и его адаптации для лучшей интеграции с другими компонентами Cinnamon. - В состав включена собственная реализация хранителя экрана, особенностью которой является возможность оставить сообщение, которое будет показано во время блокировки экрана. - Все доступные модули настройки теперь сведены в едином центре конфигурации — Cinnamon Settings, который позволяет обойтись без использования GNOME Control Center; - Улучшена настройка действий при помещении мыши в «горячий» угол экрана; - В переключатель между окнами приложений по Alt-Tab добавлены два новых режима: Шкала времени и Cover Flow; - Поддержка максимизации окон только в горизонтальном или вертикальном направлении; - Для разработчиков дополнений представлен новый API для работы с настройками десклетов и апплетов. Новый API существенно упрощает работу с настройками. - В оконном менеджере Muffin добавлены проверки используемого механизма рендеринга. В случае включения программного рендеринга, в ситуации когда видеокарта или драйвер не поддерживает должным образом OpenGL, пользователю выводится специальное предупреждение. |                |
| 2.0            | 30.11.2013     | 3.8 (13.05.2013)                                                                                  | Linux Mint 16, Fedora EPEL 7                                               | Данная версия примечательна уходом от использования GNOME в качестве зависимости и переходом к поставке полностью обособленного окружения, не пересекающегося с GNOME. Технически Cinnamon по прежнему основывается на компонентах GNOME, но эти компоненты теперь поставляются как периодически синхронизируемое ответвление GNOME, не связанное внешними зависимостями с GNOME. Причиной подобного шага является возникновение проблем с поставкой Cinnamon в дистрибутивах из-за необходимости сопряжения выпусков Cinnamon и GNOME, которые выходят в разное время. - Существенно улучшен режим Edge-Tiling, позволяющий быстро переместить окно к краю экрана и закрепить его там с занятием части экранного пространства; - Добавлен режим Edge-Snapping, похожий по своей сути на Edge-Tiling и также позволяющий закрепить окно с краю или в углу, но отличающийся тем, что открытое в данном режиме окно не будет перекрываться при максимизации других окон. - Возможность воспроизведения звуков при наступлении типовых событий, таких как закрытие окна и переключение на другой рабочий стол; - Добавлен новый интерфейс, через который администратор может управлять пользователями и группами. Интерфейс написан специально для Cinnamon; - Добавлен новый апплет для выполнения типовых действий по управлению сеансом и аккаунтом. Доступны такие функции, как выход, переключение пользователя, отключение уведомлений, быстрый доступ к настройкам и т. п. - Расширены возможности файлового менеджера Nemo. - Внесены улучшения в модуль настройки параметров дисплея. - В списке открытых окон обеспечена подсветка окон с других виртуальных рабочих столов, требующих внимания пользователя; - Существенно увеличена производительности работы приложений в полноэкранном режиме; - Добавлена поддержка функций менеджера входа LightDM для переключения между пользователями и создания гостевого сеанса; - Добавлена поддержка переключения между пользователями с использованием менеджера входа MDM и обеспечена интеграция MDM в конфигуратор. |                |
| 2.2            | 31.05.2014     | ≥ 3.9.12                                                                                          | Linux Mint 17, Debian 8 «Jessie»                                           | - Обновлён графический интерфейс системного конфигуратора. - Полностью переделана организация настройки управления питанием и хранителем экрана. Улучшены средства для настройки яркости экрана; - Возвращён оригинальный модуль для настройки даты и времени. Добавлен режим отображения 24-часового формата вывода времени в апплетах, календаре и хранителе экрана; - Интерфейс для прикрепления постоянно видимого окна к краю экрана стал менее навязчивым и теперь появляется только при перемещении границ окна непосредственно к краю экрана; - Добавлен конфигуратор для настройки действий при попадании курсора в каждый из углов экрана; - Реализована возможность привязки к апплетам ролей, позволяющих передать данные о функциональности апплета; - Поддержка экранов сверхвысокого разрешения (HiDPI/Retina); - Возвращён плагин Wacom с поддержкой графических планшетов; - Расширены возможности файлового менеджера Nemo. В новой версии добавлена возможность отображения в боковой панели недавно открытых позиций в файловой системе. Для переключения между вкладками теперь можно использовать комбинации ctrl+tab и ctrl+shift+tab. В панель добавлена кнопка для создания новых каталогов; - Обеспечен режим интерактивного масштабирования, позволяющий увеличивать области экрана через нажатие Alt и перемещение колеса прокрутки мыши. - В оконном менеджера реализована функция управления степенью затенения или прозрачности окна через перемещение колеса прокрутки мыши при нахождении курсора в заголовке окна. Опция позволяет быстро оценить, что творится в перекрытой окном области без переключения окон. - Полная поддержка декорирования окон на стороне клиента; - Улучшена интеграция с установленным на той же машине окружением GNOME. |                |
| 2.4            | 29.11.2014     | ≥ 3.9.12                                                                                          | Linux Mint 17.1                                                            | - Полностью переработан интерфейс выбора тем оформления; - Переработан интерфейс для настройки обоев рабочего стола. Добавлен режим периодической смены фоновых изображений (слайдшоу). - Интерфейс настройки параметров сетевого соединения переведён на новый конфигурационный модуль GNOME; - Добавлен экран управления приватностью, позволяющий изменить параметры накопления данных о недавно открытых файлах; - Добавлен конфигуратор для системы вывода уведомлений, позволяющий менять прозрачность окна с уведомлением, управлять таймаутами автоскрытия и т. п. - Расширены возможности файлового менеджера Nemo. В новой версии изменено оформление панели инструментов и обеспечена возможность настройки размещения тех или иных кнопок. - Проведена работа по повышению отзывчивости интерфейса и снижению потребления памяти. Набор JavaScript-биндингов CJS (Cinnamon JavaScript) переведён на новую версию GJS (GNOME JavaScript), в которой оптимизирована производительность и сокращено потребление памяти. Проведена проверка всех компонентов Cinnamon с использованием инструментов статического анализа, что позволило устранить около 30 утечек памяти. - Добавлена поддержка анимации процесса масштабирования элементов рабочего стола, заимствованная из GNOME Shell; - Код для вывода звука после начала графического сеанса пользователя теперь обрабатывается непосредственно в Cinnamon, что позволило синхронизировать вывод звука с последовательностью входа; - Модули в Cinnamon Settings и категории приложений теперь выводятся с сортировкой по алфавиту; - Для быстрого открытия домашнего каталога добавлена горячая клавиша «Super+e»; - Поддержка тачпадов с одной кнопкой (таких как в Macbook) и возможность настройки действий для кликов двумя и тремя пальцами; - Возможность изменения настроек композитного менеджера для полноэкранного режима без перезапуска Cinnamon; - Поддержка изменения шрифтов для рабочего стола; - Возможность настройки в хранителе экрана собственного формата вывода времени, изменения шрифтов и цвета текста; - Множество мелких улучшений, таких как поддержка нескольких областей запуска на панели, улучшение апплета управления звуком, удаление таймаута в диалоге завершения работы. |                |
| 2.6            | 30.06.2015     | ≥ 3.9.12                                                                                          | Linux Mint 17.2, Fedora 21 and 22                                          | - Хранитель экрана «cinnamon-screensaver» теперь не ограничивается функциями блокировки экрана и может выполнять модули XScreenSaver и HTML5-апплеты для создания анимации и визуальных эффектов во время блокировки. Во время блокировки можно управлять яркостью экрана и подсветкой клавиатуры; - Изменено оформление и проведена реорганизация интерфейса для настройки параметров системы. Проведена оптимизация настроек по умолчанию. - Упрощена настройка визуальных эффектов для окон и добавлены новые эффекты. - Переработаны и объединены в один блок опции для управления питанием, яркостью и аккумулятором. Переработан апплет для управления питанием, в котором появились средства настройки яркости экрана и подсветки клавиатуры. - В файловом менеджере Nemo представлен новый интерфейс управления плагинами. Упрощена структура контекстных меню, в которых теперь выводятся только наиболее полезные действия. Для политики запуска с правами root обеспечено кэширования параметров аутентификации, что позволяет избежать лишнего ввода пароля при частом выполнении типовых работ. - Файловые операции теперь помещаются в очередь и выполняются последовательно, а не параллельно. - Добавлена возможность индивидуального добавления, удаления и настройки панелей и их перемещения в другую позицию или на другой монитор. К каждой панели можно привязывать свой набор апплетов, в том числе разные версии одного апплета или несколько вариантов одного апплета с разными настройками. Представлен новый метод «умного» автоскрытия панели. Переработан способ определения зон размещения апплетов, добавлена поддержка центрирования независимо от наличия апплетов в соседних зонах; - Представлен новый апплет, который позволяет мгновенно запретить вывод любых уведомлений или отключить средства управления питанием. - Улучшены апплеты переключения пользователей и настройки сети; - В апплете управления громкостью улучшена поддержка PulseAudio и повышено качество определения имеющихся устройств вывода звука. Добавлена возможность индивидуальной настройки громкости для каждого приложения; - Улучшена поддержка многомониторных конфигураций. Упрощён процесс перемещения окон между мониторами. Существенно улучшены средства для размещения нескольких панелей на разных мониторах. Апплеты адаптированы для запуска нескольких экземпляров на системах с несколькими мониторами и панелями. - Проделана большая работа по оценке потребления ресурсов CPU в различных компонентах Cinnamon. Проведены оптимизации различных обработчиков событий и сокращено число или уменьшена интенсивность запускаемых задач. Значительно увеличена эффективность работы подсистемы docinfo, предоставляющей средства для отслеживания недавно открытых файлов. - Проведён анализ времени запуска Cinnamon и MDM и внесены оптимизации. - На том оборудовании, на котором это возможно, теперь используется новый API Cogl, что позволило избавиться от наблюдавшихся в прошлых выпусках зависаний рабочего стола. |                |
| 2.8            | 05.12.2015     |                                                                                                   | Linux Mint 17.3, Fedora 23                                                 | - Новое оформление апплета управления звуком. На экран апплета добавлена информация о текущей композиции и кнопки управления воспроизведением; - Настройки аудиовходов, приложений и устройств вывода звука перемещены в контекстное меню, вызываемое при клике правой кнопкой мыши; - Внесена порция исправлений в апплет управления питанием. Значительно улучшена работа при наличии в системе нескольких аккумуляторов. Информация о подключенных устройствах и аккумуляторах теперь включает наименование от производителя. - Апплет переключения между рабочими столами теперь может показывать эскизы состояния рабочего стола, в которых схематично отображено размещение открытых окон; - В системный лоток, помимо традиционных пиктограмм состояния, добавлена возможности отображения индикаторов; - В списке окон на панели обеспечена возможность показа миниатюр содержимого окна при наведении курсора на ассоциированную с окном кнопку; - В системе настройки параметров экрана, в дополнение к имени монитора, теперь показывается и имя порта, к которому он подключен; - Проведена работа по модернизации оформления и улучшению визуальных эффектов. Устранены недоработки в реализации эффекта минимизации окон. Улучшено оформление интерфейса переключения между приложениями (Alt-Tab); - В диалог смены пароля добавлены кнопки для просмотра детальной информации об учётной записи и перехода в интерфейс управления пользователями и группами; - В систему апплетов добавленна поддержка автоматического перезапуска апплета после его обновления; - В файловый менеджер Nemo добавлена функция быстрого переименования, которая реализует привычное для пользователей Windows поведение при переименовании файлов (два клика с задержкой между ними); - Значительно улучшена поддержка работы в конфигурациях с несколькими мониторами; - По умолчанию обеспечена привязка диалоговых окон к родительским окнам. Реализовано затенение родительского окна в момент отображения диалогов; - В бэкенде управления конфигурацией добавлена поддержки кнопок отключения микрофона, улучшено определение портов HiDPI, расширена поддержка XRANDR, значительно увеличена стабильность работы. - Оптимизирован процесс завершения работы. Таймаут ожидания подтверждения завершения сеанса сокращён до одной секунды. Демон управления конфигурацией и оконный менеджер, которые обеспечивают применение корректной темы оформления и отрисовки заголовков, теперь завершаются в последнюю очередь. - Улучшена поддержка приложений, написанных с использованием Qt 5. Внешний вид подобных приложений теперь приближен к программам GTK+ и учитывает параметры текущей темы оформления. - Улучшена поддержка XSMP (X Session Management Protocol); - Расширены средства ведения логов; - Реализован настраиваемый чёрный список автозапуска; - Проведена оптимизация производительности. |                |
| 3.0            | 26.04.2016     |                                                                                                   | Linux Mint 18 (основан на Ubuntu 16.04 LTS), Debian 9 «Stretch», Fedora 24 | - В оконный менеджер внесены улучшения, связанные с работой мозаичного режима, привязки и группировки окон, отслеживания окон, раскрытых на весь экран; - Улучшена поддержка тачпадов. Добавлена возможность раздельной настройки режимов прокрутки двумя пальцами и движением по краю тачпада, которые теперь включены по умолчанию; - Представлен новый интерфейс настройки средств для людей с ограниченными возможностями и новая система настройки параметров звука, которые были полностью переписаны на языке Python; - Реализована возможность переименования устройств, питающихся от аккумулятора; - Поддержка привязки приложений-обработчиков для текстовых файлов, документов и файлов с кодом; - В панель добавлена возможность вызова дополнительных действий в запущенных приложениях (например, открытие режима инкогнито в браузере или написание нового сообщения в почтовом клиенте); - Включено по умолчанию использование анимированных эффектов для диалоговых окон и меню; - В меню добавлена возможность скрытия системных опций и избранных приложений; - В размещаемом на рабочем столе апплете с реализацией фоторамки добавлена возможность сканирования фотографий в подкаталогах; - Улучшена поддержка GTK 3.20, Spotify 1.0.27 и Viber. |                |
| 3.2            | 07.11.2016     | GTK ≥ 3.12 (25.03.2014), GIO ≥ 2.35.0, Clutter ≥ 1.10.0, GOBJECT_INTROSPECTION ≥ 0.9.2, GJS≥2.3.1 | Linux Mint 18.1, Fedora 25, Ubuntu 17.04                                   | - Возможность вертикального размещения панели, что позволяет более оптимально расходовать экранное пространство на системах с широкоформатными мониторами. Оформление и поведение вертикальных и горизонтальных панелей унифицировано, но на вертикальной панели допускается отображение только значков, без вывода названия приложений на пиктограммах со списком задач. - Поддерживаются все расширенные функции, включая автоскрытие панели, ограничение движения указателя мыши и свободная компоновка панелей на нескольких мониторах. При наведении указателя мыши на список задач запускается предпросмотр связанных с пиктограммами окон. На одном экране допускается произвольное комбинирование вертикальных и горизонтальных панелей. - Значительно переработано меню приложений. Убрана стрелка на кнопку и устранён зазор между меню и панелью.; - Расширены анимированные эффекты меню, а внешний вид приближен к меню GTK+; - Полная переработка хранителя экрана, которые теперь работает значительно быстрее, предоставляет средства для тонкой настройки поведения, позволяет использовать мультимедийные клавиши, отображает уровень заряда аккумулятора и информацию о числе уведомлений; - Новый переключатель виртуальных рабочих мест; - Звуковая индикация вывода уведомлений; - Эффект затенения при смене обоев рабочего стола; - Поддержка Qt 5.7+; - Поддержка работы с тачпадами через libinput; - В конфигураторе представлены новые опции настройки раскладки клавиатуры; - В индикаторе раскладки клавиатуры добавлена возможность показа флагов на основе сокращённого наименования языка; - В апплете управления звуком появилась функция переключения между активными медиапроигрывателями и возможность отображения громкости в процентах; - В файловый менеджер Nemo добавлен учёт EXIF-информации для показа изображений с учётом поворота камеры. Проведена оптимизация производительности передачи файлов, модернизирован процесс отслеживания состояния корзины. |                |
| 3.4            | 07.05.2017     |                                                                                                   | Linux Mint 18.2                                                            | - Набор JavaScript-биндингов CJS переведён на использование JavaScript-движка SpiderMonkey 38; - Добавлена поддержка дополнительных устройств Wacom; - Введены отдельные процессы для файлового менеджера Nemo и обработчика рабочего стола; - В Nemo упрощен формат даты в столбце со временем последнего изменения в режиме просмотра в виде списка; - В интерфейсе поиска файлов реализована возможность поиска с использованием шаблонов; - Для панели реализованы ланчеры для вызова отдельных операций в Nemo; - В Nemo обеспечена возможность открытия новой вкладки при клике средней кнопкой мыши с нажатым Ctrl; - Механизм тем оформления расширен средствами для настройки системного лотка и отступов; - Добавлены дополнительные настройки хранителя экрана; - Добавлен новый виджет для настройки дополнений; - Расширена информация, выводимая в меню About для дополнений; - Улучшены средства для настройки скорости и чувствительности мыши; - Введён в строй новый каталог дополнений для Cinnamon. |                |
| 3.6            | 24.10.2017     |                                                                                                   | Linux Mint 18.3                                                            | - Включены по умолчанию средства для адаптации вывода на экранах с высокой плотностью пикселей (HiDPI); - Полностью переработан модуль для управления установкой и настройкой апплетов, десклетов, расширений и тем оформления; - В апплет управления настройками сети добавлена кнопка для инициирования повторного сканирования доступных беспроводных сетей; - Добавлена возможность отображения прогресса выполнения операции на кнопке в панели задач, что позволяет запустив операцию длительного копирования в Nemo перейти к решению других работ, периодически оценивая состояние выполнения операции; - Улучшена реализация экранной клавиатуры. Позицию и размер экранной клавиатуры теперь можно менять в настройках, например, можно разместить клавиатуру в верхней или нижней части, заняв половину, треть или четверть экрана. - Добавлена поддержка GNOME Online Accounts, в том числе возможность доступа к содержимому Google Drive и OwnCloud из файлового менеджера Nemo; - Добавлена поддержка библиотеки Libinput, предоставляющей унифицированный стек ввода для различных графических систем и приложений. Cinnamon теперь полностью поддерживает как работу через драйвер Synaptics, так и через Libinput, автоматически выбирая конфигурацию, подходящую для большинства тачпадов, независимо от используемого драйвера; - Улучшена работа интерфейса переключения задач по Alt-tab. Добавлена возможность отображения эскизов окон со всех рабочих столов. Реализована настройка для отображения свёрнутых окон в конце списка. |                |
| 3.8            | 24.04.2018     |                                                                                                   | Linux Mint 19                                                              | - Реализована возможность настройки максимальной громкости звука. - Осуществлена миграция апплетов, скриптов и различных компонентов рабочего стола с Python 2 на Python 3. - Набор JavaScript-биндингов CJS переведён на использование JavaScript-движка SpiderMonkey 52. - Настройки интерфейса переключения задач (app-switcher) унифицированы с интерфейсом Alt-tab. Реализован новый режим цикличного переключения между окнами на текущем виртуальном рабочем столе и предложены новые настройки стиля предпросмотра списка окон. - Добавлена возможность синхронизации времени через соответствующий сервис Systemd. - Начался переход на систему сборки Meson, на которую уже перешли systemd, GTK+, Mesa и GNOME. Из положительных впечатлений от Meson отмечено ускорение процесса сборки и упрощение сопровождения. - Модернизирован просмотрщик документов Xreader, в котором значительно улучшена отрисовка документов в формате PDF и устранены проблемы с обработкой ePub. Добавлено отдельное окно с настройками, реализована возможность просмотра истории открытых документов, обеспечена поддержка изменения состава кнопок на панели, появилась функция изменения размера пиктограмм и возможность сохранения размера каждого документа, улучшена поддержка плавной прокрутки. - Добавлена возможность вывода уведомлений в нижней части экрана и корректная поддержка вывода уведомлений в конфигурациях с несколькими мониторами. Убрана автоматическая очистка системных уведомлений при переключении фокуса на другое приложение; - В настройки действий при закрытии крышки ноутбука и критического разряда аккумулятора добавлена опция для мгновенного завершения работы; - Добавлена возможность установки сторонних дополнений из локального каталога на текущей системе, а не только с сайта cinnamon-spices.linuxmint.com; - Обеспечена поддержка отображения десклетов поверх других окон. В контекстное меню апплета Show Desktop добавлена возможность управления показом десклетов; - Проведена работа по увеличению скорости запуска приложений. |                |

## Возможности
Cinnamon предоставляет множество возможностей, включая:
- Эффекты рабочего стола, включая анимацию, трансформацию и прозрачность;
- Перемещаемые панели (оснащённые меню, лаунчерами, списком окон и панелью задач), которые могут закрепляться слева, справа, в верхнем и нижнем краях экрана;
- Всевозможные расширения;
- Апплеты панели;
- Функции, аналогичные GNOME Shell;
- Редактор настроек с возможностью конфигурирования:
  - панелей;
  - календаря;
  - тем;
  - эффектов рабочего стола;
  - апплетов;
  - расширений.

### Галерея

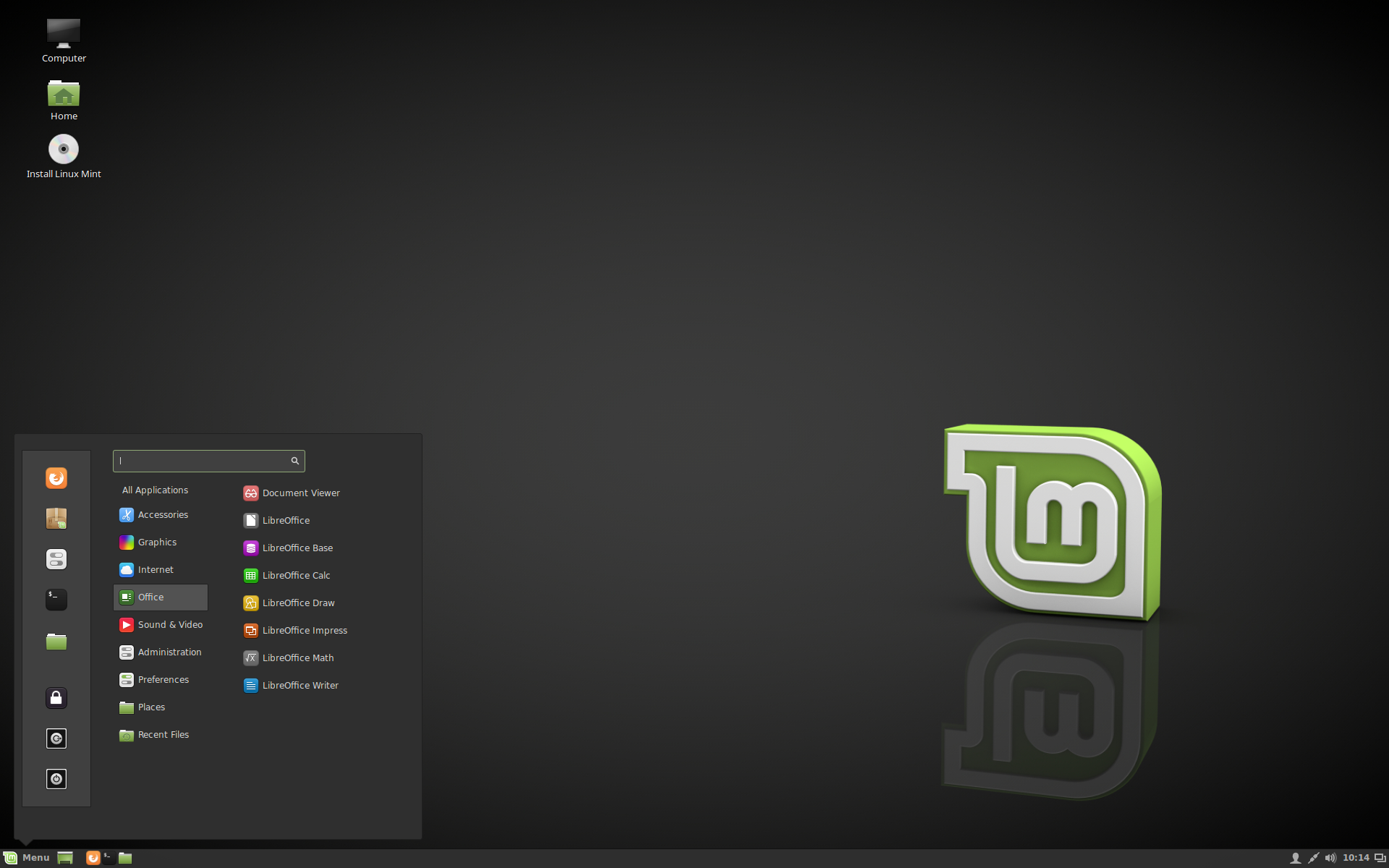
Меню Cinnamon 3.0.7 в Linux Mint 18 Sarah
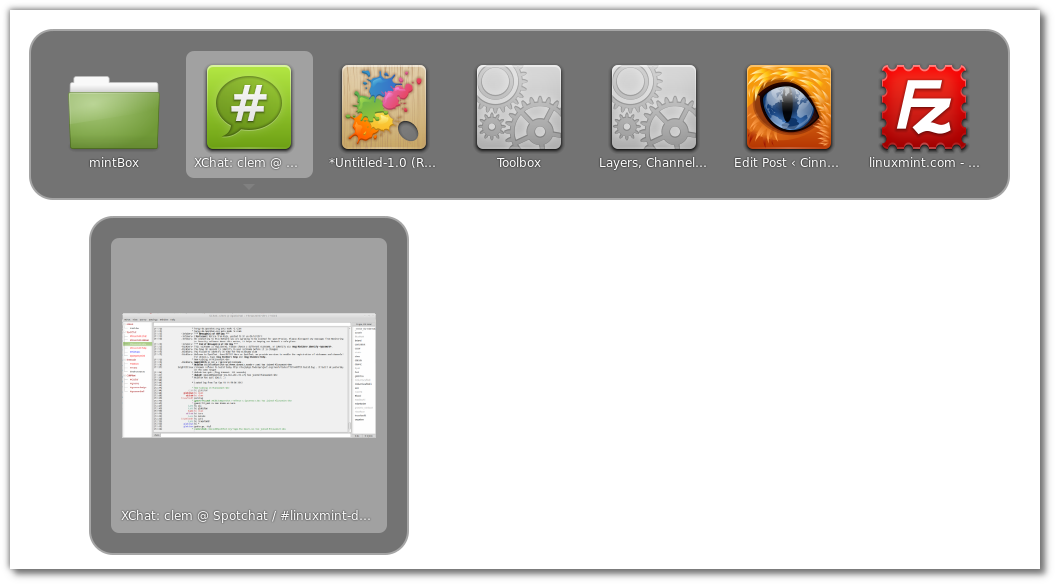
Иконки и предварительные изображения окон при нажатии Alt-Tab в Cinnamon 1.6
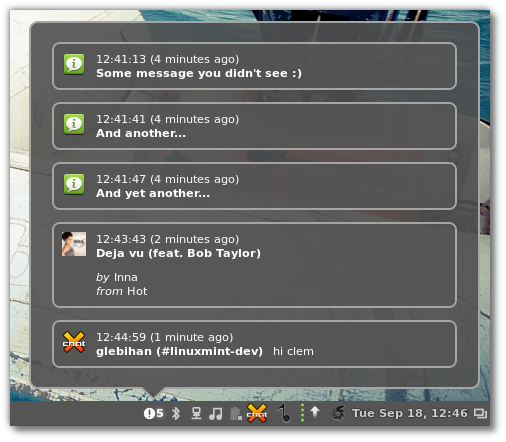
Апплет Notification в Cinnamon 1.6
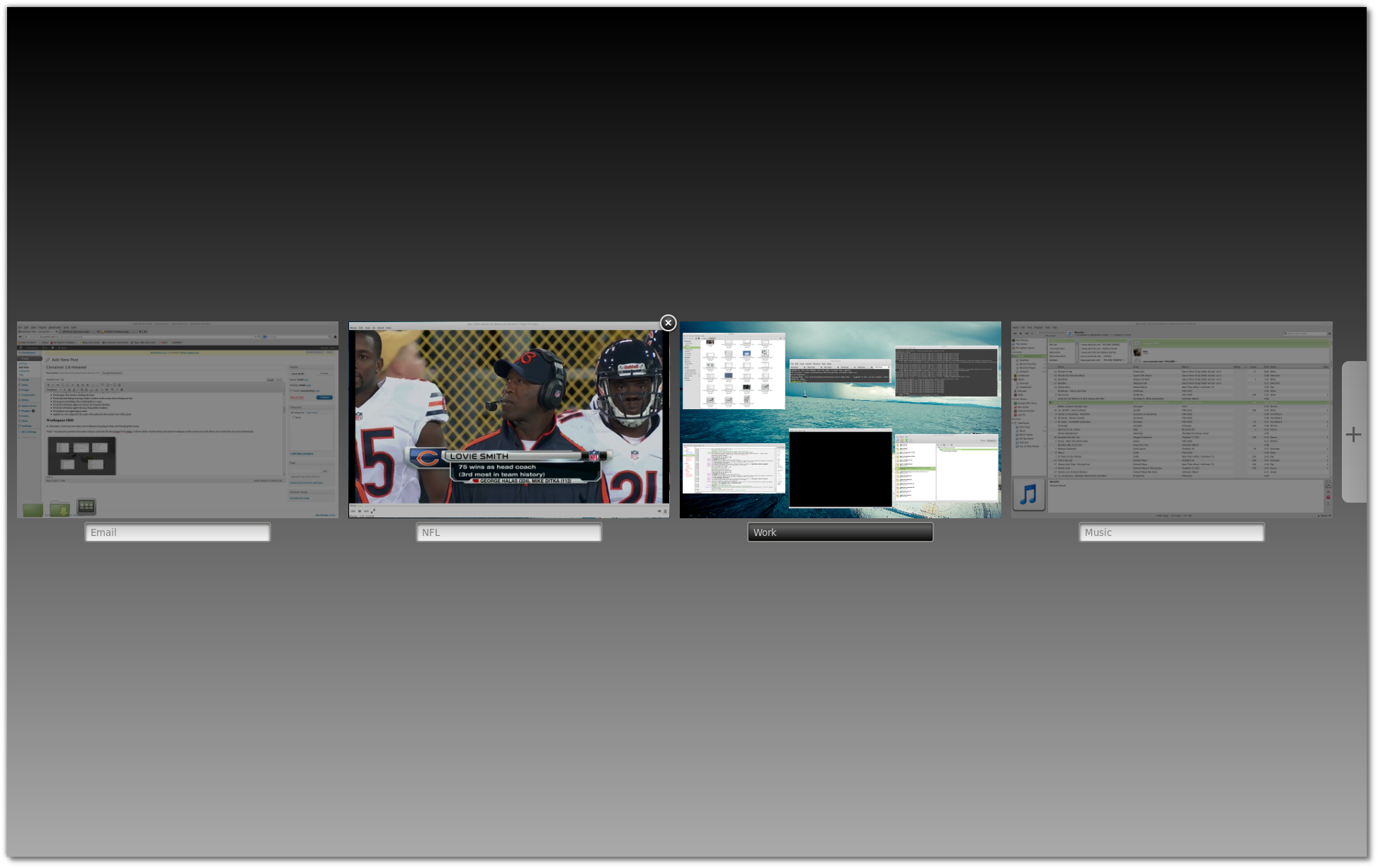
«Рабочие пространства» в Cinnamon 1.6
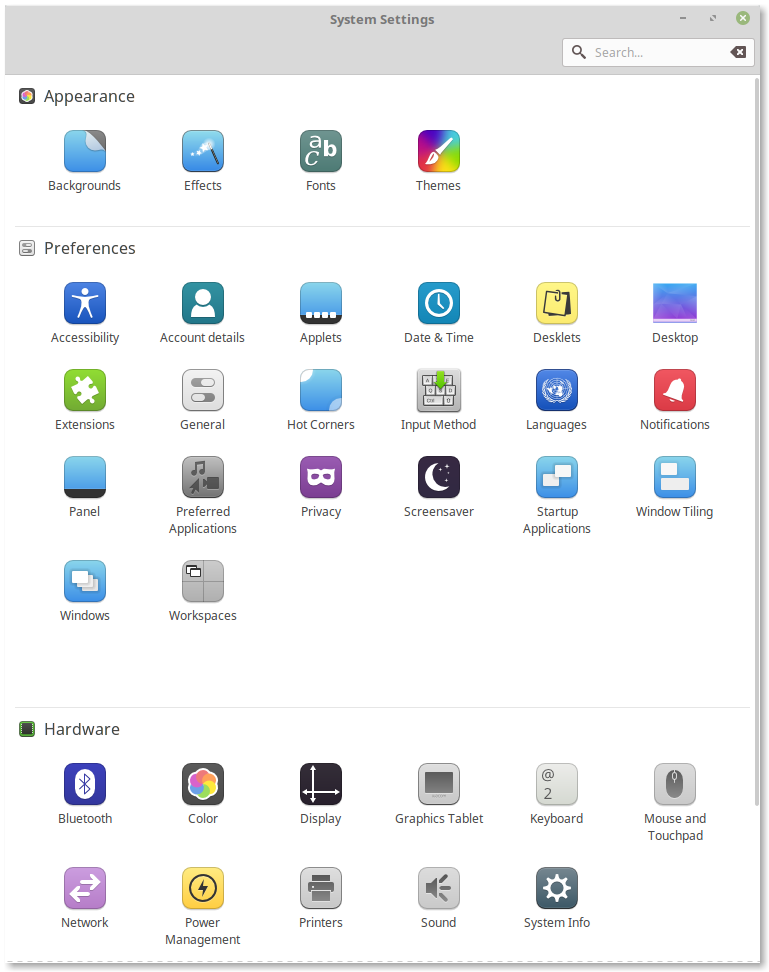
Cinnamon Control Center в Cinnamon 3.2.7